# 김세준
김세준(1963년 2월 12일~)은 대한민국의 배우이고, 서울예술대학 연극과를 나왔다. 탤런트이자 영화배우 겸 영화감독이다.

## 학력
- 홍익대학교 사범대학 부속고등학교 졸업
- 서울예전 연극학과 전문학사

## 연기 활동

### 텔레비전 드라마
- 2009년 《2009 외인구단》
- 2004년 《돌아온 싱글》, 《신입사원》, 《아버지의 바다》, 《영웅시대》, 《폭풍 속으로》
- 2002년 《야인시대》, 《링링》
- 2001년 《상도》, 《신화》, 《네 자매 이야기》, 《그 여자네 집》, 《맛있는 청혼》
- 2000년 《눈꽃》, 《뜨거운 것이 좋아》, 《나쁜 친구들》
- 1999년 《달콤한 신부》, 《마법의 성》, 《날마다 행복해》, 《고스트》, 《점프》, 《유정》
- 1998년 《애드버킷》, 《맨발의 청춘》, 《신데렐라》
- 1997년 《영웅신화》, 《못 잊어》
- 1996년 《엄마의 깃발》, 《자반고등어》
- 1995년 《남자 만들기》, 《야망의 불꽃》, 《전쟁과 사랑》, 《신비의 거울속으로》, 《사랑을 기억하세요》, 《우리들의 넝쿨》, 《해맞이에서 생긴 일》
- 1994년 《아담의 도시》
- 1993년 《일요일은 참으세요》, 《들국화》
- 1992년 《매혹》
- 1990년 《잃어버린 섬》
- 1987년 《사랑이 꽃피는 나무》

### 영화
- 2021년 《강릉》 - 오 회장 역
- 2008년 《쉿! 그녀에겐 비밀이에요》 - 춘배 역
- 2004년 《DMZ, 비무장지대》
- 2003년 《최후의 만찬》
- 2002년 《아프리카》
- 2001년 《광시곡》
- 2000년 《자카르타》 - 화이트 역
- 1999년 《신장개업》, 《화이트 발렌타인》
- 1992년 《미스터 맘마》 - 해석 역, 《하얀 전쟁》 - 전희식 역
- 1991년 《토끼를 태운 잠수함》
- 1990년 《대학촌의 달빛》, 《난 깜짝 놀랄 짓이야》, 《친구야! 친구야!》
- 1989년 《그 후로도 오랫동안》, 《굿모닝 대통령》, 《개그맨》, 《아제 아제 바라아제》
- 1988년 《어른들은 몰라요》
- 1987년 《미미와 철수의 청춘 스케치》 - 보물섬 역, 《가슴을 펴라》

### 광고
- 1991년 신성통상 유니온베이 (feat 신윤정)
- 1993년 롯데삼강 아하
- 1993년 애경산업 미스덴탈 (feat 나현희)
- 1995년 동양제과 오리온 - 발효편
- 1995년 동양제과 오리온 - 무설탕편

### 수상
- 1987년 대종상 신인남우상